# Château-Salins
Château-Salins település Franciaországban, Moselle megyében. Lakosainak száma 2294 fő (2022. január 1.). Château-Salins Amelécourt, Chambrey, Fresnes-en-Saulnois, Lubécourt, Morville-lès-Vic, Puttigny és Salonnes községekkel határos.

## Népesség
A település népességének változása:
| Lakosok száma | 2246 | 2461 | 2437 | 2543 | 2438 | 2442 | 2464 | 2357 | 2304 | 2294 |
|               | 1968 | 1982 | 1990 | 2006 | 2013 | 2015 | 2017 | 2019 | 2020 | 2022 |